# Лыщичская волость
Лы́щичская (Лыщицкая) волость — административно-территориальная единица в составе Стародубского уезда.
Административный центр — село Лыщичи.

## История
Волость образована в ходе реформы 1861 года.
В ходе укрупнения волостей в 1920-е годы, Лыщичская волость осталась единственной волостью Брянской губернии, которая не была расформирована или укрупнена.
В 1929 году, с введением районного деления, волость была упразднена, а её территория разделена между Унечским, Клинцовским и Стародубским районами Клинцовского округа Западной области (ныне в составе Брянской области).

## Административное деление
В 1919 году в состав Лыщичской волости входили следующие сельсоветы: Брянкустичский, Вишенский, Гаськовский, Запольскохалеевичский, Зарюховобудский, Лыщичский, Найтоповичский, Павличский, Рюховский, Старохалеевичский, Яблонский.
По состоянию на 1 января 1928 года, Лыщичская волость включала в себя следующие сельсоветы: Бряновокустичский, Запольскохалеевичский, Зарюховобудский, Кабановский, Лыщичский, Найтоповичский, Павличский, Рюховский, Старохалеевичский.